# Santa Fe, Novi Meksiko
Santa Fe (/ˌsæntəˈfeɪ/; (Tewa: Ogha Po'oge, Navajo: Yootó) je grad američke savezne države Novi Meksiko i okružno središte okruga Santa Fe. Četvrti je po veličini grad u Novom Meksiku i sjedište je okruga Santa Fe. Najstariji je glavni grad u SAD i najstariji je grad u Novom Meksiku. 2012. godine u njemu je živjelo 69 204 stanovnika. Glavni je grad metropolitanskog statističkog područja koje obuhvaća cijeli okrug Santa Fe i dio većeg kombiniranog statističkog područja Albuquerque-Santa Fe-Las Vegas.
Kad je grad osnovan, puno ime glasilo je La Villa Real de la Santa Fe de San Francisco de Asís (“Kraljevski Grad Svete Vjere Svetog Franje Asiškog”). Današnje kraće ime grada na španjolskom znači “Sveta Vjera”.

## Demografija
- 1850.= 4 846
- 1860.= 4 635
- 1870.= 4 756
- 1880.= 6 635
- 1890.= 6 185
- 1900.= 5 603
- 1910.= 5 073
- 1920.= 7 326
- 1930.=11 176
- 1940.=20 325
- 1950.=27 998
- 1960.=34 394
- 1970.=41 167
- 1980.=48 053
- 1990.=52 303
- 2000.=61 109
- 2010.=67 947
- 2012 (procjena).=69 204

Prema popisu iz 2010. grad je imao 67 947 stanovnika. Rasni sastav bio je: 78,9% bijelaca, 2,1% Indijanaca; 1,4% Azijata; i 3,7% dviju ili više rasa. Ukupno 48,7% stanovnika su Hispanoamerikanci ili Latino bilo koje rase. Nehispano bijelci su 46,2% stanovnika

## Poznati stanovnici
- David W. Alexander, političar i šerif iz 19. stoljeća u Los Angelesu, Kalifornija
- William Berra, slikar
- Paul Burlin, suvremeni i apstraktni ekspresionistički slikar
- Zach Condon, vodeći pjevač i pisac stihova sastava Beirut
- Gary Farmer, glumac
- Gene Hackman, glumac dobitnik Oscara
- J.B. Jackson, arhitekt
- Brian Lee, hrvač
- Ali MacGraw, glumica
- George R. R. Martin, autor i scenarist, Igre prijestolja
- Cormac McCarthy, autor, dobitnik Pulitzerove nagrade
- Judge Reinhold, glumac
- Kenny Rogers, pjevač i glumac
- Brad Sherwood, glumac i komičar
- Wes Studi, glumac i glazbenik
- Michael Tobias, pisac, globalni ekolog, filmaš
- Randy Travis, pjevač, pisac stihova i glazbenik
- Josh West, veslač, osvajač olimpijske medalje
- Armistead Maupin, glumac

## Vanjske poveznice
- Službene internetske stranice grada Santa Fe  Arhivirana inačica izvorne stranice od 1. prosinca 2006. (Wayback Machine)